# 自由城市
自由城市（德語：Freie Stadt）是历史上的一种自治城市，独立于包围其领土的政治实体。

## 中世纪
自由城市最初是指在13-14世纪经过长期斗争而摆脱（大）主教统治的城市，其拥有统御权、征税权、征兵权、司法权等几乎一切自治权。此类城市的例子有科隆、美因茨（直到1462年）、奥格斯堡、沃尔姆斯、施派尔、斯特拉斯堡和巴塞尔。
在神圣罗马帝国，自由城市和帝国城市（Reichsstädte）常统称为“帝国自由城市”（Freie und Reichsstädte）。与帝国城市不同，自由城市不必纳税，不向皇帝效忠，也不允许被帝国质押。只有在保卫城市或十字軍東征时，它们才被迫参加。

## 近代早期
14-16世纪的自由城市（苏黎世、伯尔尼、索洛图恩、巴塞尔）组成了舊瑞士邦聯，这便是现代瑞士国家的起源。
18世纪，一些自由城市和帝国城市从神圣罗马帝国并入法国（如1648年的科尔马、1681年的斯特拉斯堡），在法国它们仍被称为自由城市，仍然保留了很大的自治权，但被纳入法国的行政组织。